# 韓光祜
韓光祜（1572年—1626年），號嵾嶺（篸嶺），湖廣襄阳府光化县人。明朝政治人物。

## 生平
萬曆十九年（1591年）辛卯科湖廣鄉試第六十二名舉人，二十六年（1598年）戊戌科進士，吏部觀政，二十九年任常州府推官，三十五年行取，擢户科给事中，劾内监陈永寿采木滥估，工部裁数尚浮，为永寿颐指。三十八年，奉命册封襄府兰阳王妃。四十年典試江西。四十三年以右给事中掌吏科署印。四十五年以党争免官。天启元年（1621年），起升通政使司右参议，尋升太常寺少卿。二年改大理寺右少卿，旋以右佥都御史巡撫江西。五年加户部右侍郎，五月以萬曆四十四年丙辰分考会闱，误取举人沈同和，为御史张讷所劾，引疾乞休，天啓六年卒。崇禎七年南户部吕维祺疏稱赤心热肠，嫉邪被陷，請賜恤，從之。